# Cassephyra inaequata
Cassephyra inaequata är en fjärilsart som beskrevs av W. Warren 1905. Cassephyra inaequata ingår i släktet Cassephyra och familjen mätare. Inga underarter finns listade i Catalogue of Life.